# زبان‌گاوی سه‌خطه
زبان‌گاوی سه‌خطه (نام علمی: Cynoglossus abbreviatus) نام یک گونه از سرده کفشک زبان‌گاوی است.